# Ferdinand von Mueller
Ferdinand Jacob Heinrich von Mueller, född 30 juni 1825 i Rostock, död 10 oktober 1896 i Melbourne, var en tysk-australisk friherre, botaniker och upptäcktsresande.
Müller blev 1855 regeringsbotaniker i den dåvarande brittiska kolonin Victoria i Australien och 1857 föreståndare för botaniska trädgården i Melbourne. Han var outtröttligt verksam i utforskandet av Australiens flora och bidrog även som forskningsresande till detta lands geografiska uppdagande. Han namngav omkring 2 000 australiska växter.
Bland hans många arbeten kan nämnas Fragmenta phytographiæ Australia (1-6, 1858-1868), Eucalyptographia (1879-1882), varigenom han gav uppslag till febergummiträdets odling i Europa för osunda trakters sanitära förbättrande, Systematic Census of Australian Plants (1882-1889), en växtlista över denna världsdel, Australian Species of Acacia (1886-1888, med 130 planscher), Salsolaceous Plants (1889-1891, med 90 planscher), Select Extratropical Plants (1891), varigenom han inlade förtjänster om växternas acklimatisering, m.m. Han lämnade därjämte bidrag till George Benthams "Flora Australiana" (1863-1870).
Mueller upphöjdes 1871 i württembergskt friherrligt stånd. Han tilldelades Clarkemedaljen 1883 och Royal Medal 1888. Han blev ledamot av Fysiografiska sällskapet i Lund 1863, av Vetenskapssocieteten i Uppsala 1887, av svenska Vetenskapsakademien 1892, och 1901 restes en minnesvård över honom i Melbourne.

## Eponymer[8]
Släkten
- Sirmuelleria Kuntze, 1891
- Muellerina Tiegh., 1895
- Muellerothamnus Engl., 1897
- Muelleriella Van Heurck nom. rej., 1898
- Austromuelleria C.T.White, 1939
- Muelleria, 1955
- Muellerella F.Schmitz ex Kylin, 1956
- Muellerena J.B.Hutch., 1964
- Ahmuellerella F.Reinhardt, 1964
- Muellerites L.Holm, 1968
- Muelleromyces M.N.Kamal & Anahosur, 1968
- Muellriopsis Hendey, 1972

Frimärke
- Australien, 21/2 pence, 1948

Auktorsnamnet F.Muell. kan användas för Ferdinand von Mueller i samband med ett vetenskapligt namn inom botaniken; se Wikipediaartiklar som länkar till auktorsnamnet.